# Wasilij Grabin
Wasilij Gawriłowicz Grabin (ros. Василий Гаврилович Грабин, ur. 28 grudnia 1899?/9 stycznia 1900 w Krasnodarze, zm. 18 kwietnia 1980 w Korolowie) – radziecki konstruktor broni artyleryjskiej, Bohater Pracy Socjalistycznej (1940). 

## Życiorys
Wstąpił jako ochotnik do Armii Czerwonej w 1920 i rozpoczął służbę w artylerii. Ukończył w 1923 Piotrogrodzką Szkołę Artylerii Ciężkiej i Nadbrzeżnej, a przez następne dwa lata dowodził plutonem. Rozpoczął w 1925 studia w Leningradzkiej Akademii Wojskowo–Technicznej, która została przemianowana na Akademię Artyleryjską im. Feliksa Dzierżyńskiego. Studia ukończył w 1930 i jako konstruktor broni artyleryjskiej rozpoczął pracę w fabryce „Krasnyj Putiłowiec”. Był również wykładowcą na Politechnice Leningradzkiej. Przeszedł w 1932 do pracy w Głównym Biurze Konstrukcyjnym Ludowego Komisariatu Przemysłu Ciężkiego w Moskwie. 
W latach 1934–1943 kierowany przez niego zespół opracował armatę przeciwpancerną ZiS-2, armatę dywizyjną F-22, 76 mm armaty czołgowe F-32 do czołgu ciężkiego KW i F-34 do czołgu T-34 oraz armatę F-35 dla okrętów podwodnych klasy „SZCZ”, armatę dywizyjną ZiS-3 oraz jej warianty: armatę ZiS-15 dla czołgów KW i armatę ZiS-15 (dla niewielkich jednostek pływających flotylli rzecznej). Grabin otrzymał w 1941 stopień naukowy doktora nauk technicznych, a w 1934 został kierownikiem nowego Biura Konstrukcyjnego Fabryki Artyleryjskiej w Gorki (dziś Niżny Nowogród), przy fabryce numer 92, gdzie opracowano 85 mm armatę do czołgu T-34 i 100 mm armatę BS-3. 
Awansowany 30 marca 1945 do stopnia generała pułkownika służby technicznej, a w 1946 został dyrektorem i głównym konstruktorem Artyleryjskiego Instytutu Naukowo–Badawczego. Otrzymał w 1951 tytuł profesora, a w 1960 przeszedł na emeryturę. Był deputowanym do Rady Najwyższej ZSRR 2 i 3 kadencji. Został pochowany na Cmentarzu Nowodziewiczym.
W 1972–1973 opublikował wspomnienia pod tytułem Оружие победы („Oręże zwycięstwa”).

## Nagrody i odznaczenia
- Medal „Sierp i Młot” Bohatera Pracy Socjalistycznej (28 października 1940)
- Order Lenina (czterokrotnie, 16 maja 1936, 28 października 1940, 5 sierpnia 1944 i 5 listopada 1945)
- Order Rewolucji Październikowej (8 stycznia 1980)
- Order Czerwonego Sztandaru (dwukrotnie, 3 listopada 1944 i 15 listopada 1950)
- Order Suworowa I klasy (16 września 1945)
- Order Suworowa II klasy (18 listopada 1944)
- Order Czerwonego Sztandaru Pracy (18 stycznia 1942)
- Order Czerwonej Gwiazdy (5 lutego 1939)
- Nagroda Stalinowska I stopnia (czterokrotnie, 1941, 1943, 1946 i 1950)

I medale.